# 더 스탠리 패러블
《더 스탠리 패러블》(The Stanley Parable)은 2011년에 나온 동명의 소스 엔진 모드를 리메이크한 2013년에 출시된 1인칭 탐험 게임이다
이 게임은 스토리를 직접 선택하는 선택형 게임이다. 따라서 게임 내에서 갈 수 있는 길이라면 어디든지 가면 된다. 가는 루트에 따라 엔딩도 달라진다.

## 스토리

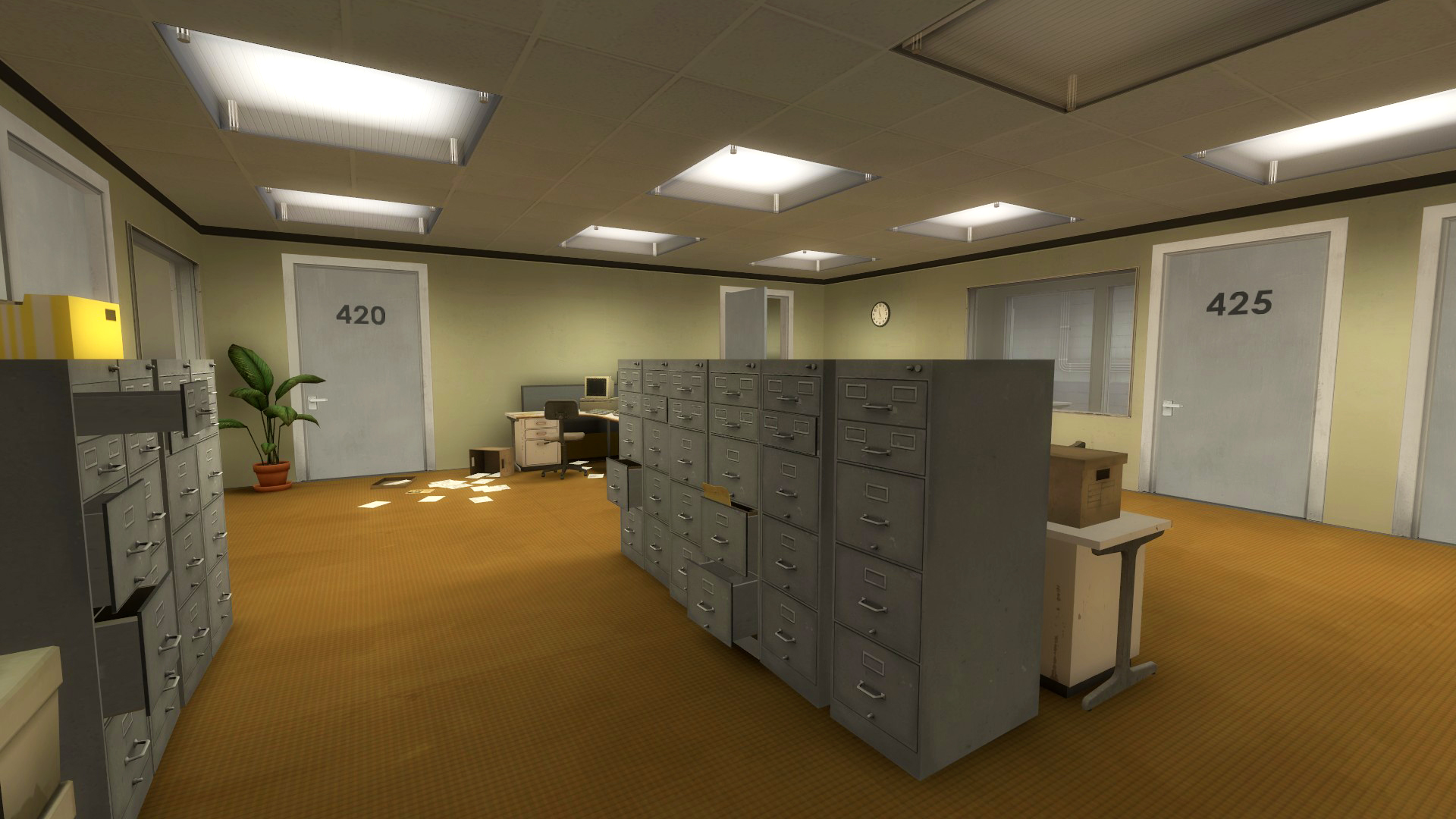

게임의 주인공 '스탠리'는 거대 빌딩에 입점한 회사에서 '직원 427'로 근무하고 있다. 그의 427번 사무실에서 컴퓨터를 통해 내려오는 지령대로 키보드의 버튼을 누르는게 일이였으나 어느날 갑자기 아무런 지령도 내려오지 않게 되고 다른 직원 동료들도 사장들도 갑자기 사라져 버리게 되어 원인을 찾기 위해 회사를 탐험한다.

## 게임의 특징
스탠리 패러블은 다양한 멀티 엔딩, 이스터에그, 게임의 메시지에 초점을 맞춘 포맷을 가지고 있다. 스탠리 패러블은 선택에 따라 엔딩이 달라지는 인터랙티브 픽션형 스토리 전개를 가지고있으며, 몇몇 엔딩을 제외하면 대부분의 엔딩은 'THE END IS NEVER (끝은 없어)'라는 로딩 메시지가 나온후 게임 맨 처음부터 다시 시작한다. 스탠리 패러블은 게임속 내에 플레이어(진짜 사람)의 존재를 각인 시키고, 게임속 세상과 현실의 시점을 오가는 나레이터를 이용하여 '게임속 세상'과 '현실'의 경계를 이용한 전개 방식을 사용하고 있다.

## 캐릭터

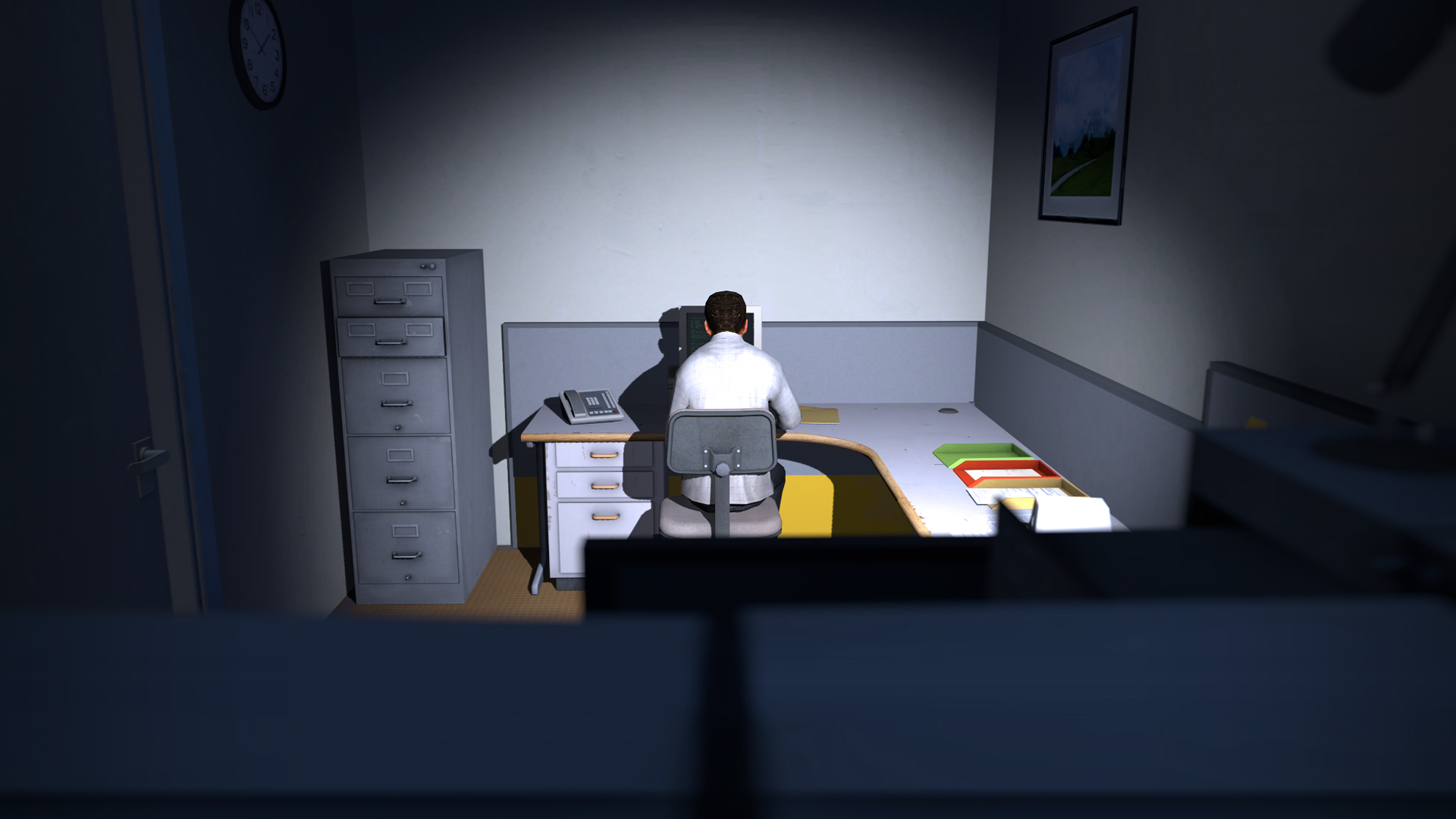
게임의 주인공 '스탠리'

- 스탠리 (Stanley) : 게임의 주인공, 거대한 빌딩의 입점한 회사에서 427번 직원으로 일하고 있다. 게임 특성상, 스탠리라는 인물은 플레이어(진짜 사람)과 동일 인물이라는 게임 설정을 가지고 있다. 따라서 사실상 스탠리는 게임 속 시점과 현실의 시점 두 가지 모두를 가지고 있다.
- 스탠리의 동료들 : 스탠리의 직장 동료들, 게임의 메인 화면에서 목소리를 들을 수 있다. 게임 설정상, 나레이터가 이들을 사장과 함께 게임상에서 '삭제'시켰다.
- 사장 : 스탠리가 다니는 회사의 사장, 마인드 컨트롤 장치를 이용해 회사 직원들을 조종해 왔으나 직원들이 사라졌을 때 같이 사라져 버렸다. 마찬가지로 게임 설정상 나레이터에 의해 게임상에서 '삭제'되었다.
- 라파엘 (Raphael) : 본편에 '라파엘 학살 엔딩'이라는 엔딩 루트로 등장할 예정이였다가 삭제된 캐릭터, 현재 게임상에선 종이 메시지 이스터에그, 콘솔 커맨드, '라파엘 패러블'이라는 트레일러 영상등의 자료만 남아있다.
- 나레이터 (Narrator) : 게임에서 스탠리의 상황을 묘사하는 남성 목소리의 나레이션, 게임 설정상 스탠리 패러블이란 세계의 스토리를 만들어낸 존재, 부분적으로 스탠리 패러블이 게임속 세계라는 것을 인지하고 있으며 처음에는 '진짜 사람(플레이어)'의 존재를 인지하지 못하고 있었으나 특정 엔딩 루트에서는 플레이어의 존재를 눈치챈다.
- 여자 나레이터 : 특정 스토리 루트에 등장하는 여성 목소리의 나레이션, 마찬가지로 스탠리 패러블이 게임에 불과하다는 것을 인지하는 인물이자 남자 나레이터 보다 먼저 '진짜 사람(플레이어)'의 정체를 알고있던 존재이며 남자 나레이터가 스탠리가 스토리를 벗어나지 않는 이상 '게임의 스토리'를 전제로 행동하고 있었던 것에 비해 여자 나레이터는 처음부터 스탠리 패러블 자체가 게임에 불과하다는 것을 전제로 행동한다.
- 스탠리의 아내 : 특정 스토리 루트에서 만날 수 있다. 간혹 전화기에 녹음된 음성이 나오는 이스터 에그로도 그녀의 목소릴 들을 수 있다. 그러나 사실은 나레이터가 만들어낸 가짜 존재이며 마네킹에 불과하다.
- 스탠리 패러블 어드벤처 라인 : 특정 스토리 루트에 등장하는 스탠리 패러블의 스토리를 진행시켜주는 노란색 선
- 마리엘라 : 마리엘라 엔딩에 등장하는 여성, 길을 가다가 우연히 쓰러져있는 스탠리를 발견한다.

## 평가
| Reception (HD remake) |        |
| --- | ------ |
| 통합 점수 통합사 점수 메타크리틱 88/100 [ 4 ] 평론 점수 평론사 점수 유로게이머 9/10 [ 5 ] 게임 인포머 8.5/10 [ 6 ] 게임스팟 9/10 [ 7 ] IGN 8.8/10 [ 8 ] PC 게이머 (UK) 90/100 [ 9 ] 폴리곤 9/10 [ 10 ] Slant Magazine 80/100 [ 11 ] Hardcore Gamer 4.5/5 [ 12 ] The Daily Telegraph 4.5/5 [ 13 ] |        |
| 통합 점수 |        |
| 통합사 | 점수   |
| 메타크리틱 | 88/100 |
| 평론 점수 |        |
| 평론사 | 점수   |
| 유로게이머 | 9/10   |
| 게임 인포머 | 8.5/10 |
| 게임스팟 | 9/10   |
| IGN | 8.8/10 |
| PC 게이머 (UK) | 90/100 |
| 폴리곤 | 9/10   |
| Slant Magazine | 80/100 |
| Hardcore Gamer | 4.5/5  |
| The Daily Telegraph | 4.5/5  |